# Peyk-i Şevket (Schiff, 1836)
Die Peyk-i Şevket war ein osmanischer Raddampfer.
Sie wurde von SA Chantiers Louis Benet in La Ciotat als Ausflugsdampfer gebaut. Zunächst wurde sie La Phocéen oder La Phocéon getauft, in Erinnerung an die griechischen Siedler aus Phokäa, die die Stadt Marseille gegründet haben sollen. Das Schiff absolvierte eine Kreuzfahrt auf dem Mittelmeer. Am 31. Mai 1836 startete es im Heimathafen Marseille, erreichte am 1. Juni Genua, am 4. Juni Livorno und am 6. Juni Civitavecchia. Danach ging es nach Algier, Tunis, Valletta, Navarino, Izmir, Istanbul, Athen, Valletta, Palermo und zurück nach Marseille. Am 22. September 1836 wurde das Schiff von T. Perier aus Toulon erworben.
Im Februar 1838 kaufte Sultan Mahmud II. das Schiff, um seine Dampfschiffflotte auszubauen, und taufte es Peyk-i Şevket. 1839 wurde es in die Imperiale Werft in Istanbul überführt und mit zwei Deckkanonen ausgestattet.